# Ракитин, Юрий Владимирович
Юрий Владимирович Ракитин (5 апреля 1911, Духовщина, Смоленская губерния — 4 августа 1979, Москва) — советский физиолог растений.

## Биография
Родился 5 апреля 1911 года в Духовщине. В 1927 году поступил в Нижегородский сельскохозяйственный институт, который он окончил в 1932 году. С 1935 по 1944 год работал научным сотрудником в Институте физиологии растений, с 1944 по 1946 год заведовал лабораторией в этом же институте. С 1946 по 1979 год занимал должность профессора этого же института.
Скончался 4 августа 1979 года в Москве.

## Научные работы
Основные научные работы посвящены изучению природы действия химических регуляторов физиологических процессов растений.
- Доказал, что образующийся в растениях этилен выступает в качестве гормонального регулятора процессов метаболизма.

## Членство в обществах
- 1962-79 — Член-корреспондент АН СССР.